# EV Adapt
EV Adapt är ett företag i Nödinge, Ale kommun och Västra Götalands län cirka 2 mil norr om Göteborg, som konverterar standardbilar till eldrift.
Företaget är ett partnerskap mellan företagen Autoadapt, som utför olika typer av fordonsanpassning, samt Alelion Batteries som gör batteristyrsystem och batterikonfigurationer baserade på inköpta litiumjärnfosfat-battericeller. 
Målgruppen är olika typer av bilpooler i offentlig verksamhet, större företag med mera, som med hjälp av den industrialiserade konverteringsprocessen av vanliga standardbilar, relativt snabbt får tillgång till elbilar.  
EV Adapt presenterade en första elbilsprototyp i april 2009.
Omedelbart efter presentationen uppstod missförstånd om förutsättningarna för företaget och viss mediekritik förekom.
Efter testning, typprovning med mera under cirka ett år, levererades första serietillverkade fordonet baserade på Fiat 500 den 11 mars 2010 till Ale kommun, och förhandlingar pågick hösten 2010 även om konvertering av Ford Ka till eldrift för tyska marknaden.